# Lilliput (baksteen)
Lilliput is een formaat baksteen van 160 × 75 × 35 mm (Lilliput I) en van 150 × 70 × 30 mm (Lilliput II). De steen kan zowel rood- als geelbakkend zijn.

## Geschiedenis
Van de diverse bak steenformaten, zoals waal-, ijssel-, maas- en rijnformaat is lilliput betrekkelijk nieuw. Het formaat werd ontwikkeld door Hugo van Poelgeest (Zutphen, 24 januari 1879 - Leiden, 10 juli 1954), nadat hij op 25 maart 1904 door de vergadering van aandeelhouders tot directeur was benoemd van de NV Steenfabriek Ouderzorg in Leiderdorp. Later kreeg deze fabriek de naam Steen- en Kleiwarenfabriek Ouderzorg-De Ridder. 
Het ging niet goed met het bedrijf en Van Poelgeest zocht naar andere mogelijkheden, waaronder het opnieuw onder de aandacht brengen van de traditionele handvormsteen, aangezien de machinale handvormsteen in zwang was rond 1900. Bij de fabricage van de traditionele handvormsteen wordt de klei met de hand in een vorm geperst en ook alle handelingen daarna werden handmatig uitgevoerd, zeer arbeidsintensief en duur. Ondanks dat kwam de handvormsteen weer volop in beeld en zo ontstonden er nieuwe mogelijkheden voor de fabriek. Daarmee verwierf hij ook de opdracht voor de levering van de handvormstenen die nodig waren voor de bouw van het Vredespaleis in Den Haag, een zeer grote opdracht in die jaren. 
Van Poelgeest voerde verdere vernieuwingen in, zoals het ontwikkelen van de lilliputsteen. Deze ondervond grote belangstelling bij architecten en huiseigenaren en werd veel toegepast in het binnenwerk van gebouwen en woningen. Heel populair werden de steentjes voor het maken van schouwtjes en dergelijke.